# Scurtă povestire despre stârpirea familiilor lui Brâncoveanu și a Cantacuzinilor
Scurtă povestire despre stârpirea familiilor lui Brâncoveanu și a Cantacuzinilor este o scriere a umanistului Dimitrie Cantemir, constând din 64 de paragrafe, care sunt grupate în trei părți: Uimitoarele revoluții ale dreptei răzbunări a lui Dumnezeu asupra familiei lui Brâncoveanu și a Cantacuzinilor, vestiți în Valahia (Țara Muntenească) [1], Ponturi de învinuiri împotriva lui Brâncoveanu trimise de Cantacuzini la Poarta Otomană [2] și Soarta nefericită a domniei preanefericitului Ștefan Cantacuzino și jalnicul sfârșit al Cantacuzinilor [3]. Manuscrisul original este păstrat la Moscova. Este caligrafiat îngrijit, pentru a putea fi citit cu ușurință.
Lucrarea a fost publicată prima dată în al doilea tom din Jurnalul lui Petru cel Mare, în 1772, fiind a șaptea din cele 22 de anexe care însoțeau textul. Deși în versiunea rusească autorul nu era menționat, în traducerea germană a lui Hartwig Ludwig Christian Bacmeister din 1783, apărută la Lipsca, Cantemir este indicat în nota de subsol ca probabil autor al Scurtei povestiri.
Faptele istorice care au condus la scrierea acestui pamflet sunt frustrarea lui Cantemir rezultată din eșecul memoriilor adresate țarului în perioada Războiului austro-turc din 1716-1718, apariția cărții Revoluțiile Valahiei a venețianului Del Chiaro, lucrare care lăuda personalitățile lui Constantin Brâncoveanu și ale familiei Cantacuzino (e vorba despre stolnicul Constantin Cantacuzino și fiul său, domnul valah Ștefan Cantacuzino) și refugierea la curtea lui Petru cel Mare a urmașilor lui Ștefan Cantacuzino, anume văduva Păuna și cei doi fii ai ei, Radu/Rudolf și Constantin.
Data scrierii nu este consemnată în manuscris, așa că ea trebuie dedusă din indicii aflate în text, precum și din scopul scrierii. Întrucât lucrarea este un răspuns la Revoluțiile Valahiei a lui Del Chiaro, rezultă că nu poate fi scrisă înainte de publicarea cărții acestuia, care a fost predată spre tipar la capătul anului 1718 și nu ar fi putut ajunge la Cantemir înainte de 1719. De asemenea, Paul Cernovodeanu deduce din faptul că Petru cel Mare este numit țar, nu împărat, că scrierea ar fi avut loc înainte de 22 octombrie 1721.